# Marché de Bupyeong (métro d'Incheon)
Marché de Bupyeong (hangeul : 부평시장 ; hanja : 富平市場 et officiellement en anglais : Bupyeong Market) est une station de passage de la ligne 1 du métro d'Incheon. Elle est située au 69 Bupyeong-daero, quartier Bupyeong 1-dong, dans l'arrondissement de Bupyeong-gu de la ville d'Incheon, à l'ouest de Séoul, en Corée du Sud.
Ouverte en 1999, elle est desservie par les rames omnibus qui circulent sur la ligne. Depuis 2010 la billetterie est fondue dans celle du métro de Séoul.

## Situation sur le réseau

Plan du réseau du métro de Séoul (2023)

La station souterraine Bupyeong est une station de passage de la ligne 1 du métro d'Incheon : elle est située entre la station Mairie de Bupyeong-gu, en direction de Gyeyang le terminus nord de la ligne, et la station Bupyeong, en direction du terminus sud Songdo Moonlight Festival Park.

## Histoire
La station Bupyeong est mise en service le 6 octobre 1999, lors de l'ouverture à l'exploitation de la première section de la ligne 1 du métro d'Incheon, entre Dongmak et Bakchon.
Avant 2010, le métro d'Incheon disposait de son propre système de billetterie, depuis il est intégré dans le système du métro de Séoul. Cette fusion est aussi visible sur les plans du métro de Séoul qui incluent maintenant le métro d'Incheon.

## Services aux voyageurs

### Accès et accueil
La station souterraine est située au 69 Bupyeong-daero, quartier Bupyeong 1-dong. Elle dispose de quatre bouches et comme toutes les stations de la ligne, elle est équipée d'automates pour l'achat de titres de transport valables sur l'ensemble du réseau du métro de Séoul.

### Desserte
Marché de Bupyeong  est desservie par les rames omnibus qui circulent sur la ligne 1 du métro d'incheon. Elle dispose de deux voies qui encadrent un quai central.

Installations
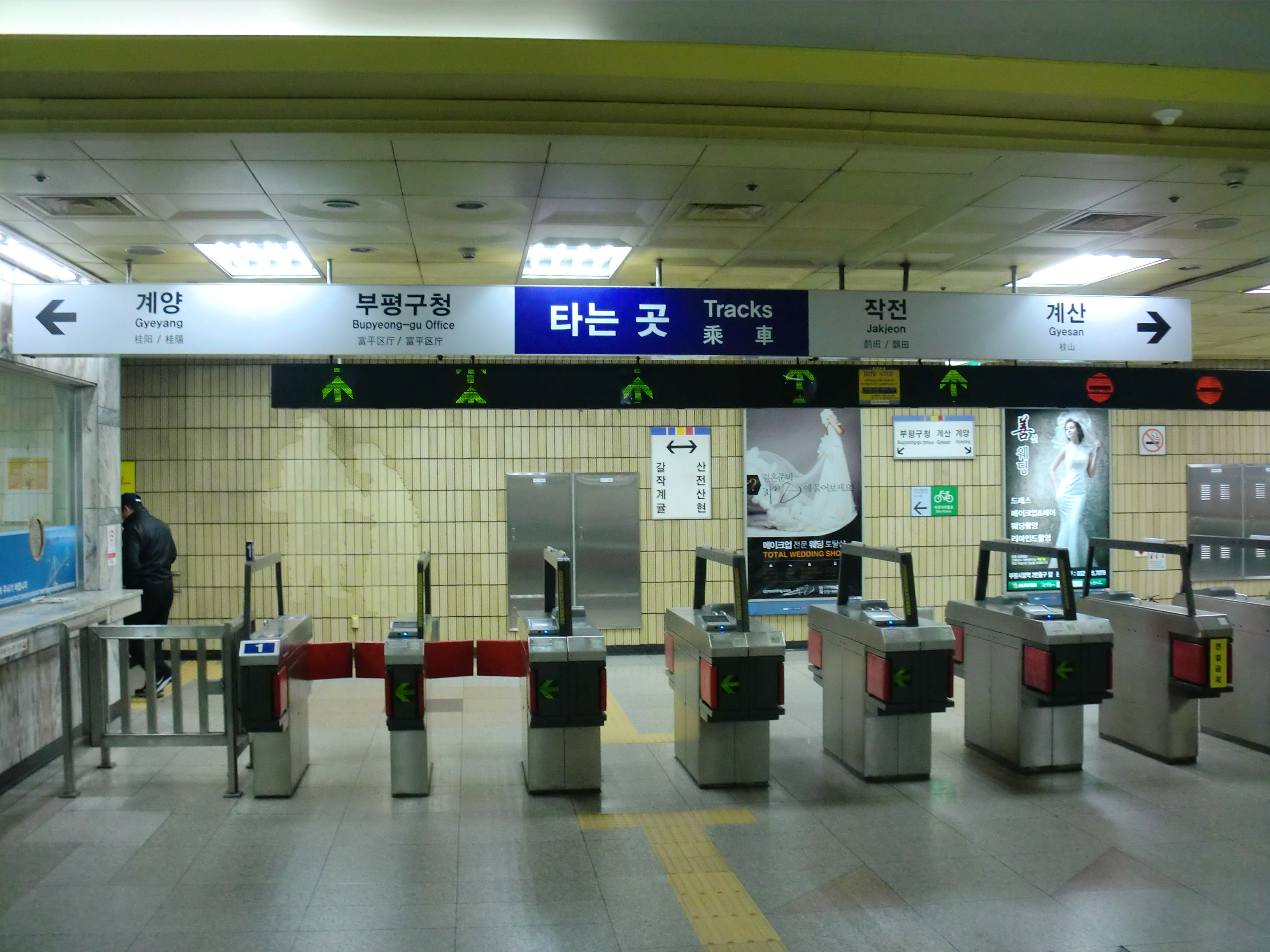
En 2014.
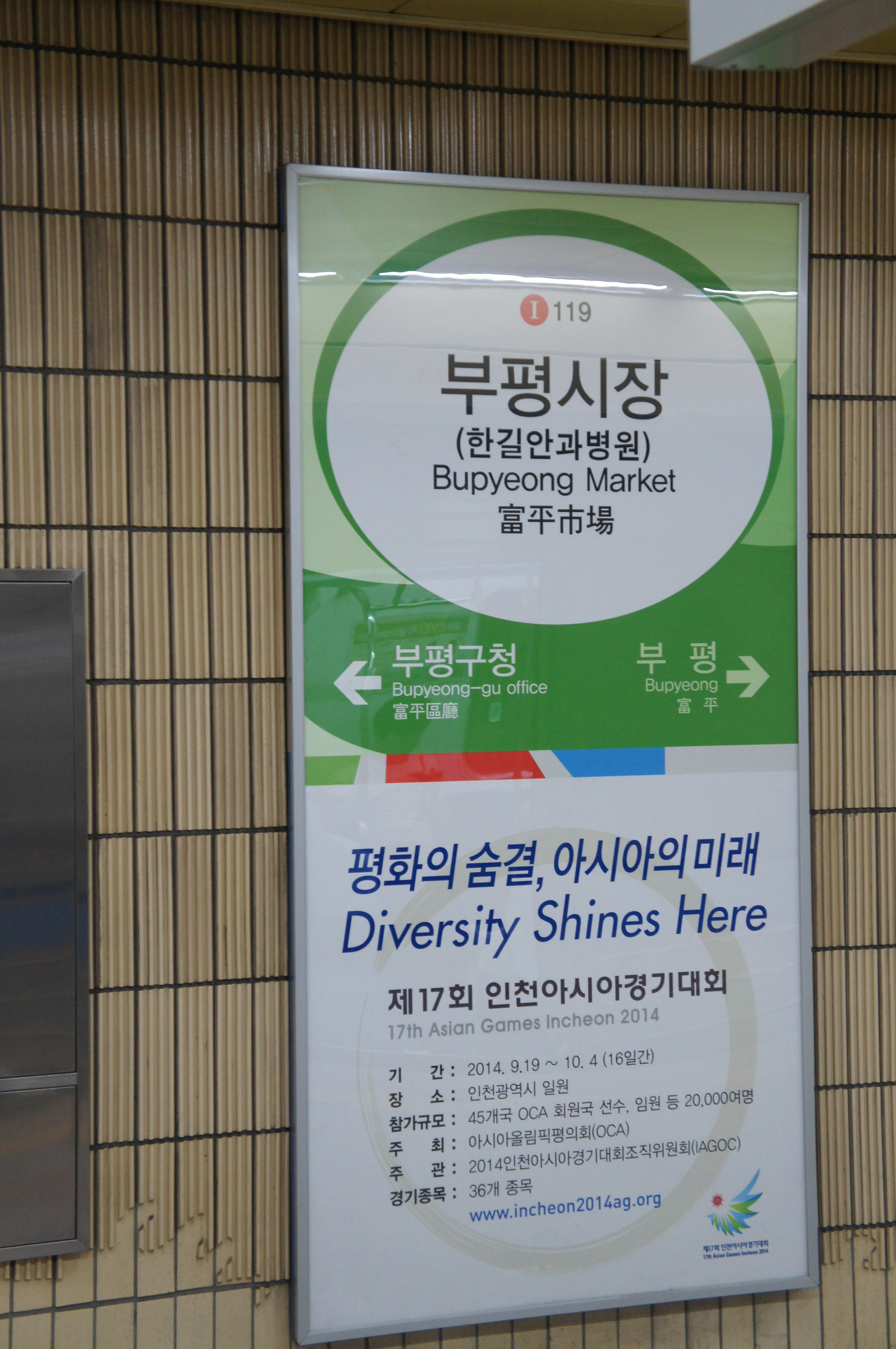
En 2013.
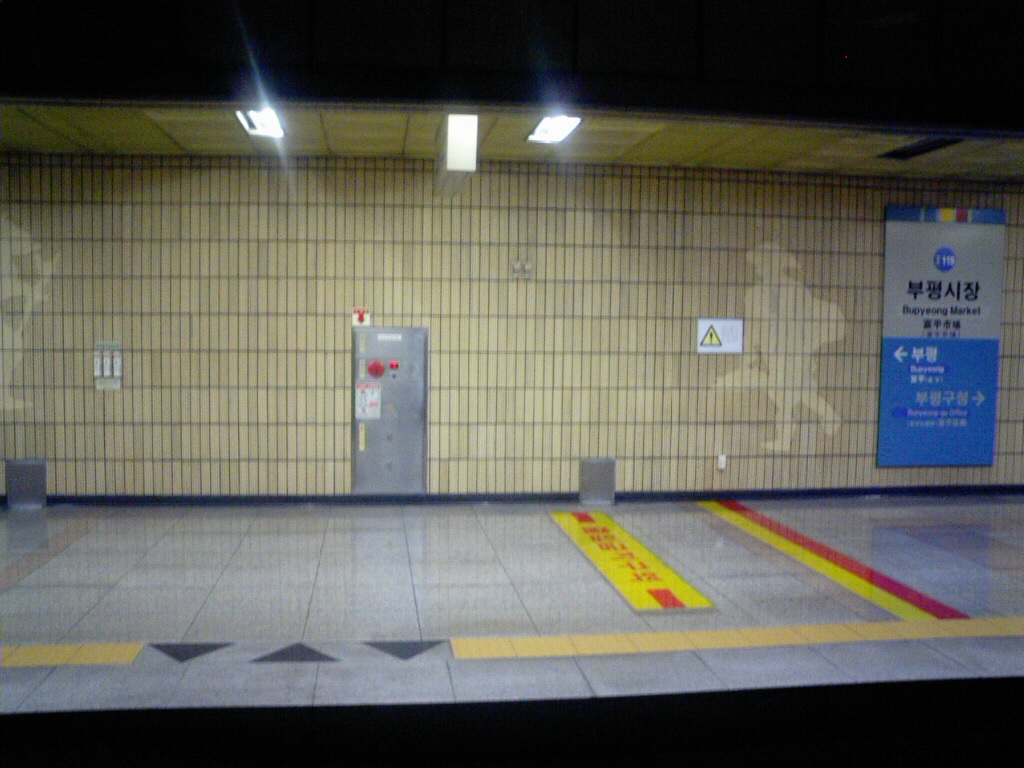
En 2008.

### Intermodalité
Des arrêts de bus sont établis à proximité des bouches de la station.